# Honda e:NP2
Honda e:NP2 і Honda e:NS2 — компактні кросовери із електричним двигуном і низьким дахом, що виробляються з 2024 року GAC Honda і Dongfeng Honda відповідно, які є спільними підприємствами Honda в Китаї. 
Обидва автомобілі продаються виключно в Китаї. e:NP2 надійшов у продаж у квітні 2024 року, а e:NS2 – у червні 2024 року. 

## Огляд
e:NP2 і e:NS2 показували кілька разів до їх представлення. 
У листопаді 2022 року моделі будуть представлені як єдиний концепт-кар Honda e:N2 Concept.  
У квітні 2023 року на автосалоні в Шанхаї моделі знову продемонстрували як два концептуальних автомобіля під назвами Honda e:NP2 Prototype і Honda e:NS2 Prototype.  
У листопаді 2023 року на виставці Auto Guangzhou обидва транспортні засоби з’явилися як готові до виробництва.  
e:NP2 з китайською назвою (спрощ.: 极湃2; піньїнь: Jí pài 2; літ.: 'Extreme Pai 2') надійшов у продаж у квітні 2024 року з одним доступним рівнем комплектації. 

e:NP2 та e:NS2 — це ті самі автомобілі із кількома змінами на передній та задній частинах. Обидва засновані на e:N Architecture F, передньопривідній платформі для електромобілів від Honda, і оснащені літій-іонною батареєю ємністю 68,8 кВт/год від CATL і єдиним переднім електродвигуном потужністю 150 кВт (201 к.с). За стандартами CLTC автомобіль має запас ходу на електриці 545 км. 

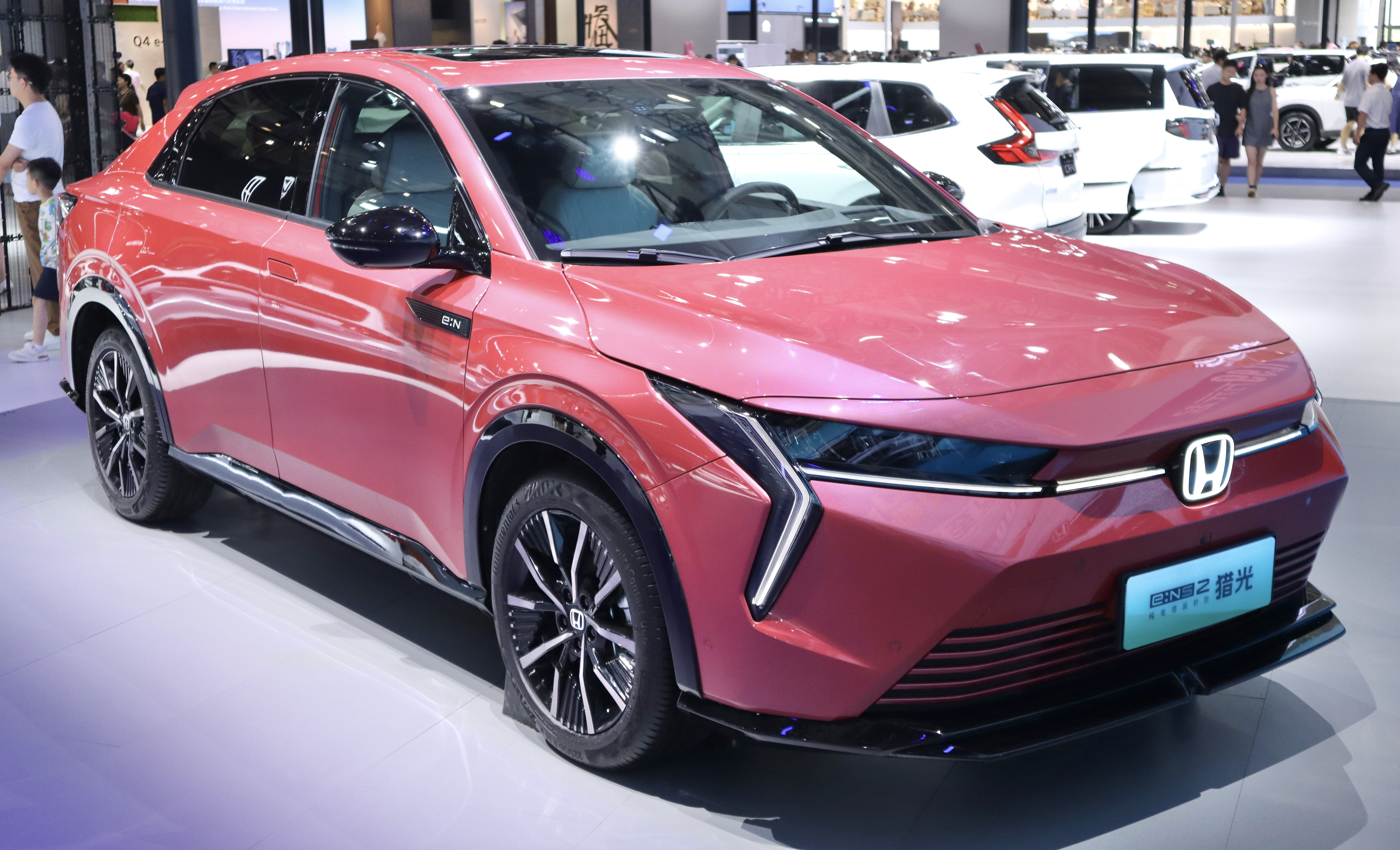
e:NS2
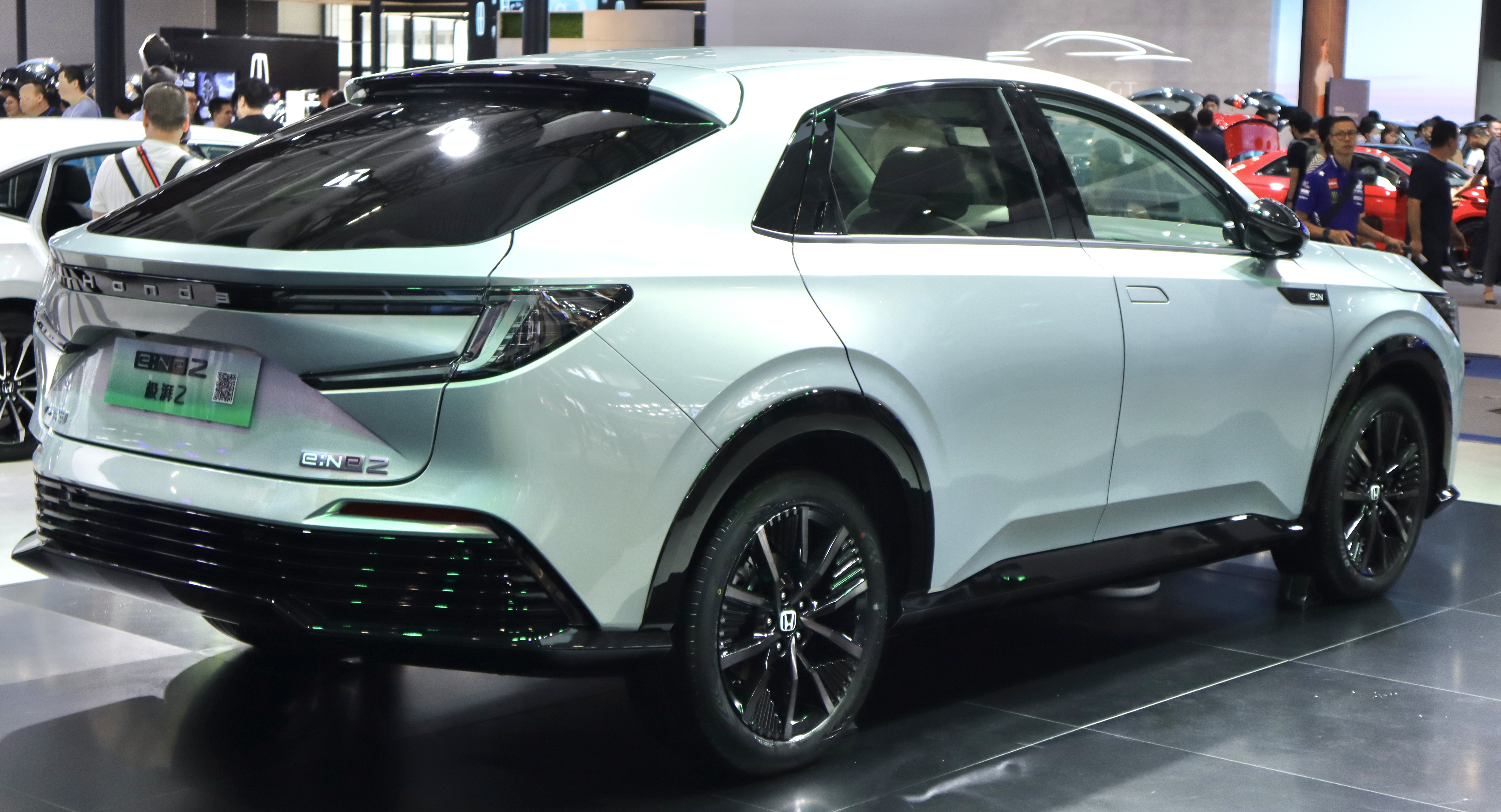
Вид ззаду (e:NP2)
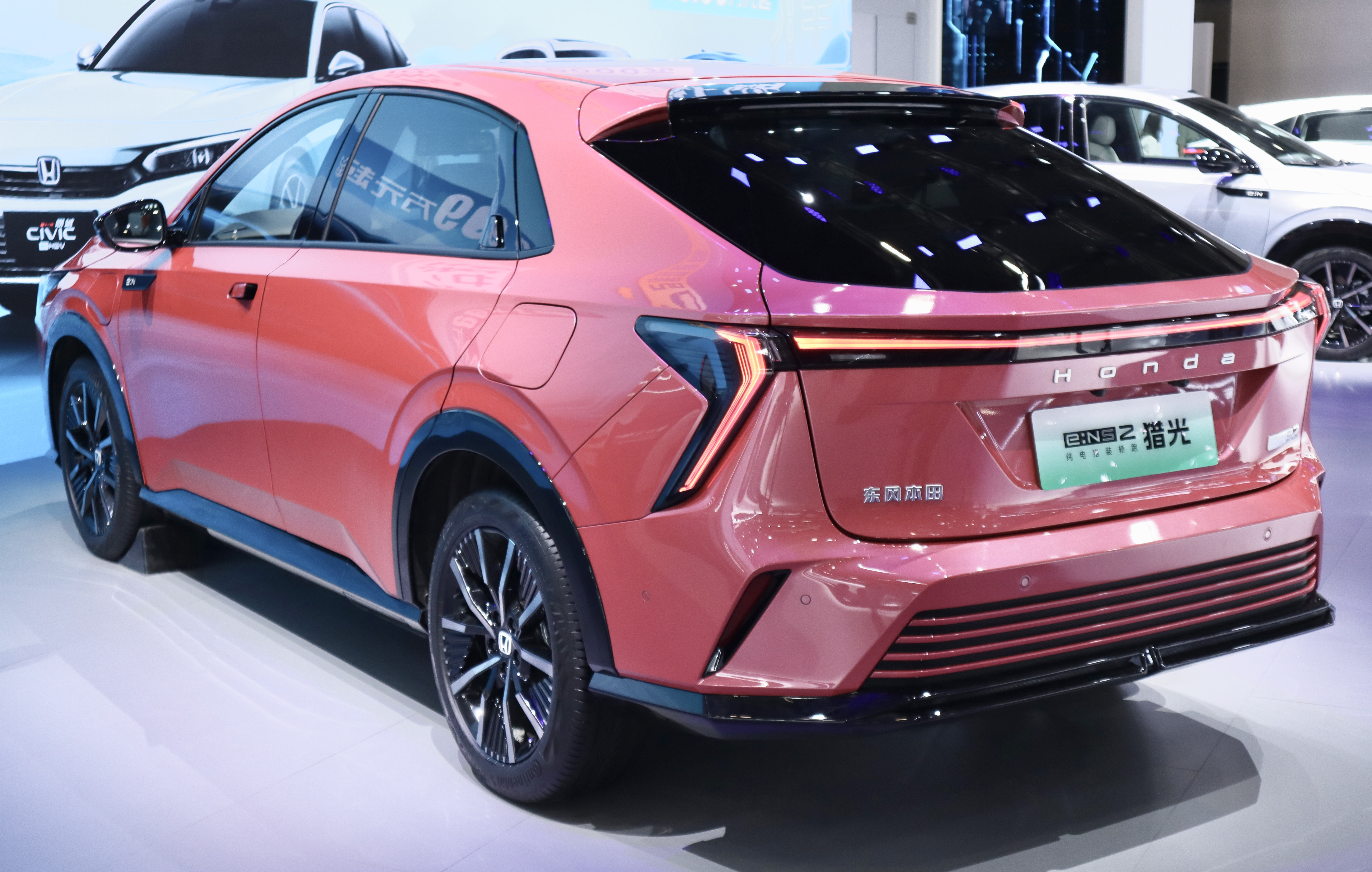
Вид ззаду (e:NS2)
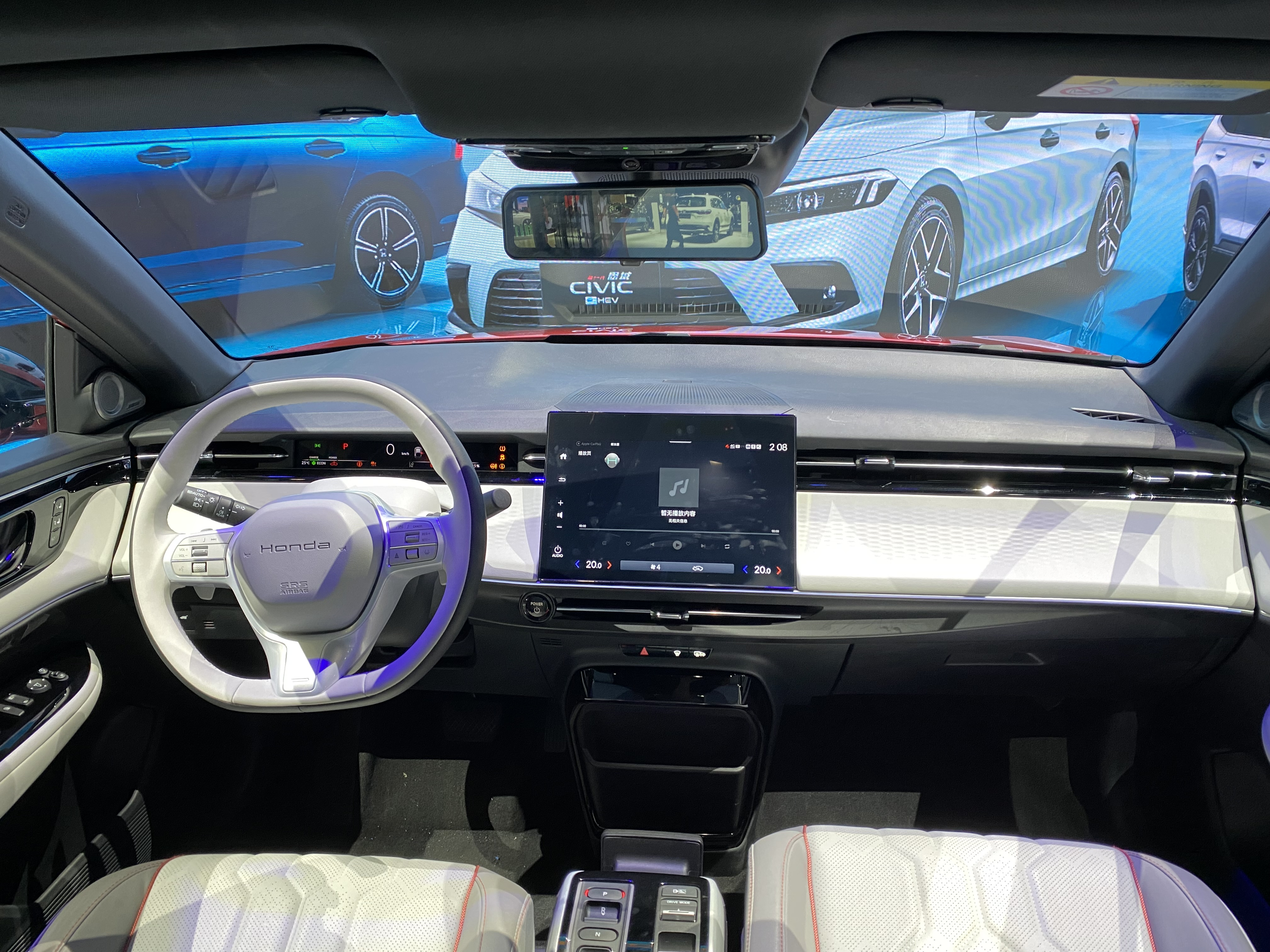
Інтер’єр (e:NS2)
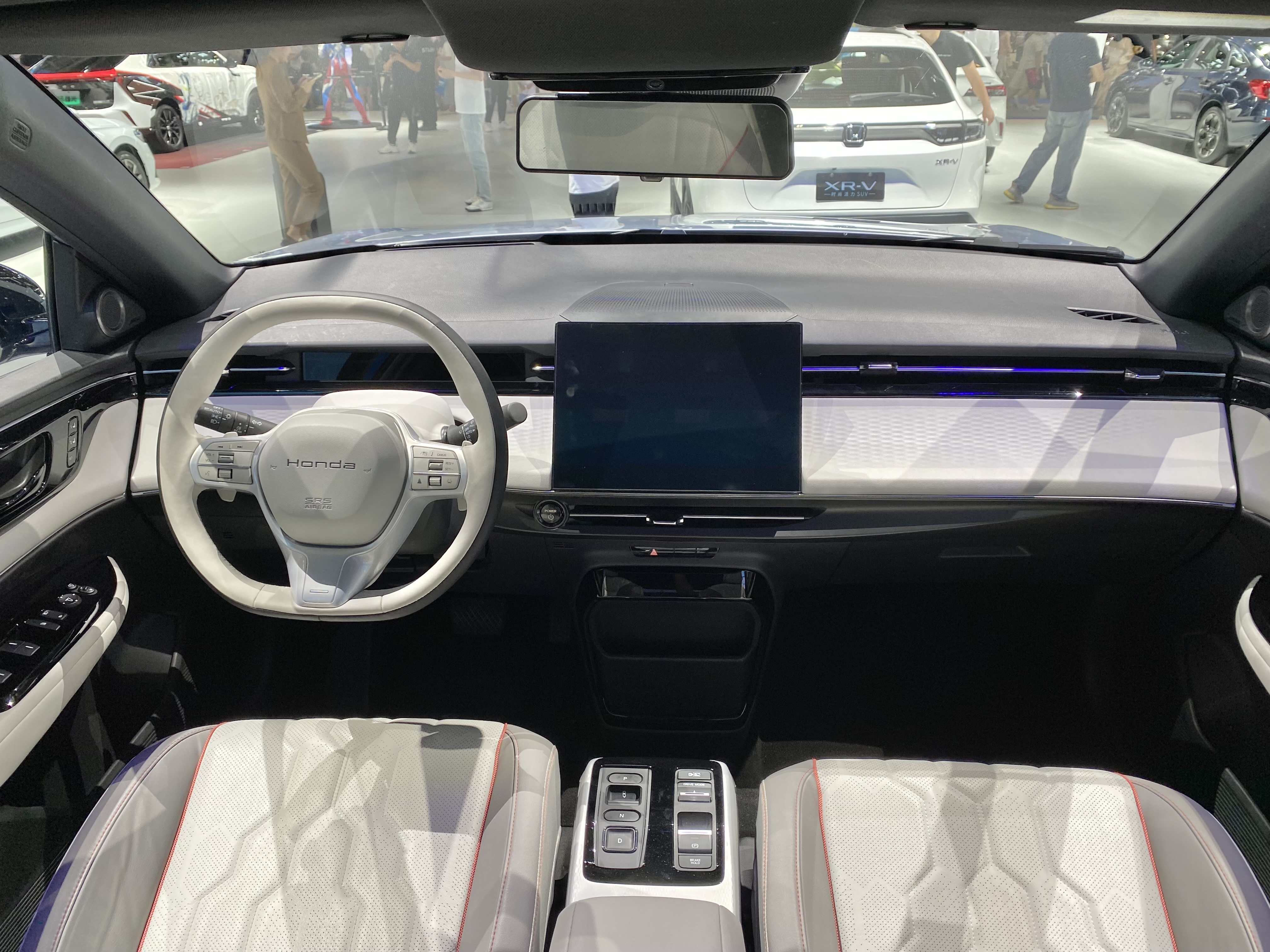
Інтер’єр (e:NP2)